# 泡沫混凝土

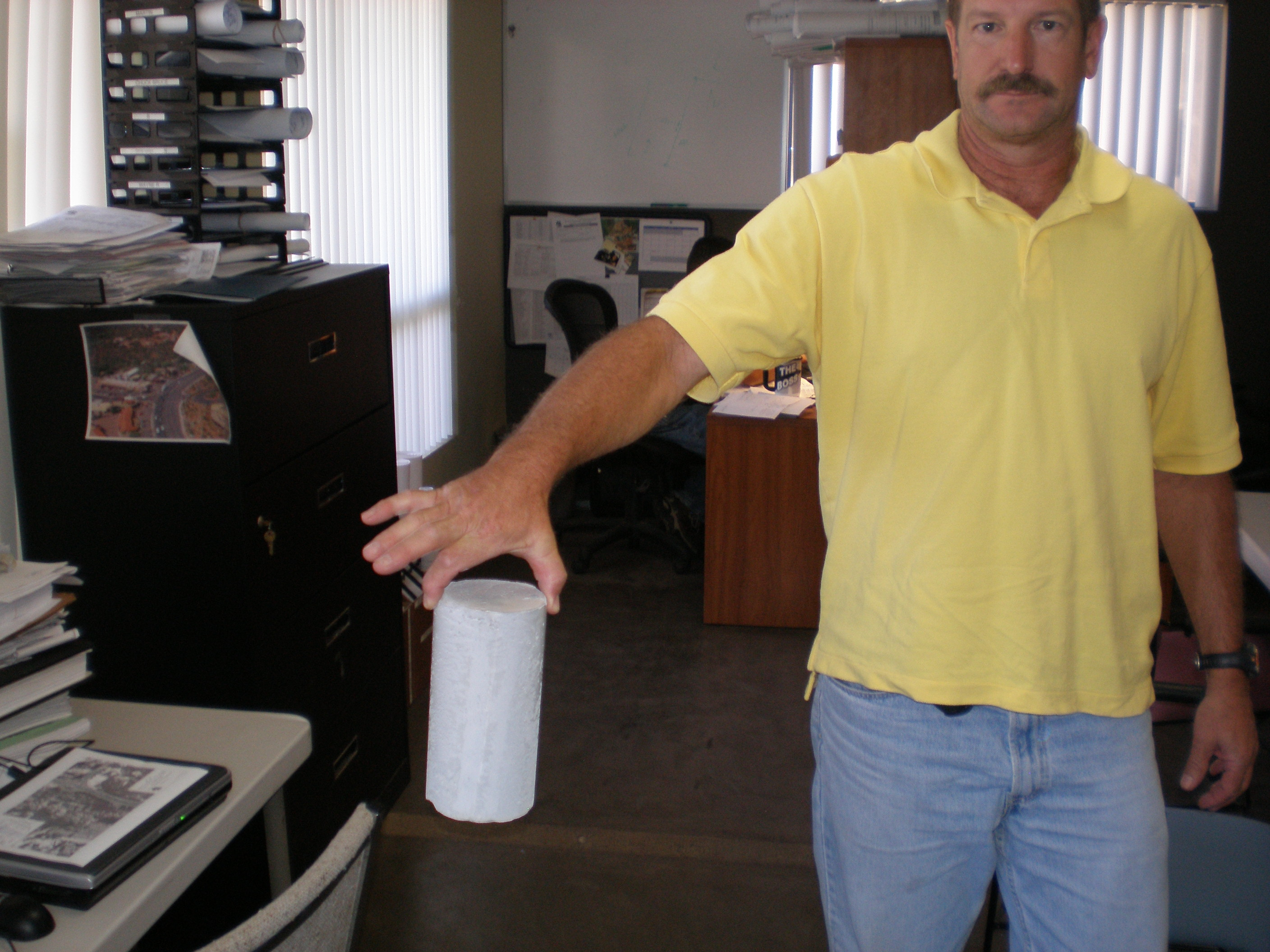
泡沫混凝土筑成的一个圆柱体

泡沫混凝土（英語：Foam concrete）也称轻质多孔混凝土（Lightweight Cellular Concrete，缩写LCC）、低密度多孔混凝土（Low Density Cellular Concrete，LDCC）等，是一种基于水泥的浆料，但其塑性砂漿中含有至少20%（体积）的泡沫。

## 特性

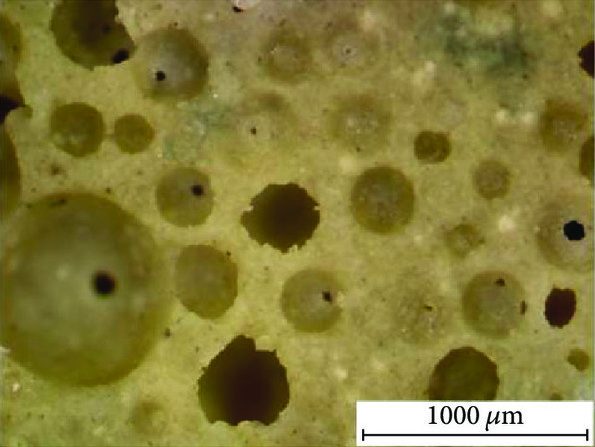
泡沫混凝土样品。

泡沫混凝土是一种用途广泛的建筑材料，具有简单的生产方法，比蒸压加气混凝土便宜。在浆料混合物中使用粉煤灰的泡沫混凝土化合物更加便宜，且对环境的影响较小。
根据用途不同，泡沫混凝土的生产密度从200 kg/m3到1,600 kg/m3不等。
密度较轻的产品可以切割成不同尺寸。虽然该产品被认为是一种混凝土（以气泡代替骨料），但其用途因高隔热和隔音性能而与传统混凝土相比截然不同。